# Conargo Shire
Conargo Shire var en kommun i Australien. Den låg i delstaten New South Wales, i den sydöstra delen av landet, omkring 600 kilometer väster om delstatshuvudstaden Sydney. 2014 var antalet invånare 1 543.
Kommunen upphörde den 12 maj 2016 då den slogs samman med Deniliquin Council för att bilda det nya självstyresområdet Edward River Council.
Conargo Shire omfattade byarna Blighty, Conargo, Mayrung, Pretty Pine, Morago, Wanganella och Booroorban.